# Lijst van county's in North Dakota
De Amerikaanse staat North Dakota is onderverdeeld in 53 county's.

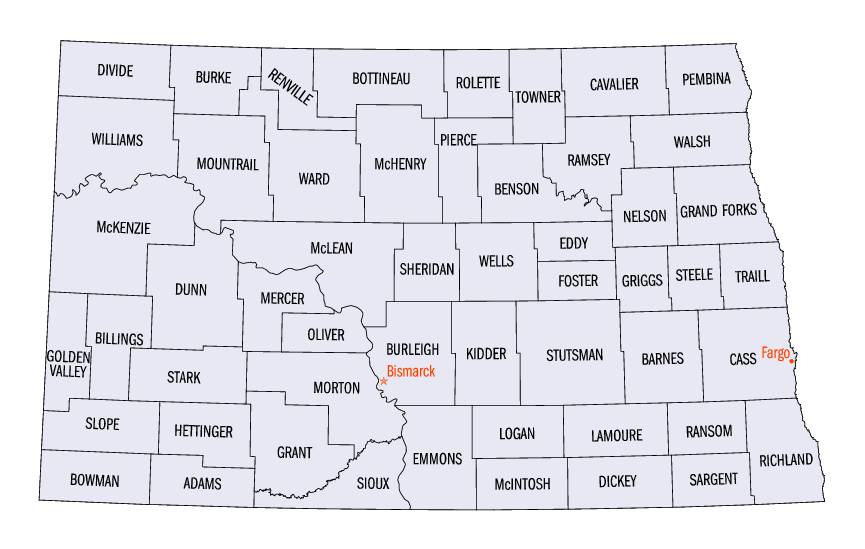
County's van North Dakota

| County        | Inwoners 1 juli 2007 | Hoofdplaats  | Inwoners 1 juli 2007 |
| ------------- | -------------------- | ------------ | -------------------- |
| Adams         | 2279                 | Hettinger    | 1156                 |
| Barnes        | 10.783               | Valley City  | 6300                 |
| Benson        | 6971                 | Minnewaukan  | 296                  |
| Billings      | 798                  | Medora       | 92                   |
| Bottineau     | 6409                 | Bottineau    | 2052                 |
| Bowman        | 2944                 | Bowman       | 1466                 |
| Burke         | 1862                 | Bowbells     | 330                  |
| Burleigh      | 77.316               | Bismarck     | 59.503               |
| Cass          | 137.582              | Fargo        | 92.660               |
| Cavalier      | 3911                 | Langdon      | 1691                 |
| Dickey        | 5356                 | Ellendale    | 1493                 |
| Divide        | 2004                 | Crosby       | 953                  |
| Dunn          | 3308                 | Manning      | ---                  |
| Eddy          | 2430                 | New Rockford | 1274                 |
| Emmons        | 3470                 | Linton       | 1044                 |
| Foster        | 3490                 | Carrington   | 2098                 |
| Golden Valley | 1670                 | Beach        | 958                  |
| Grand Forks   | 66.983               | Grand Forks  | 51.740               |
| Grant         | 2467                 | Carson       | 263                  |
| Griggs        | 2397                 | Cooperstown  | 909                  |
| Hettinger     | 2427                 | Mott         | 692                  |
| Kidder        | 2349                 | Steele       | 660                  |
| LaMoure       | 4110                 | LaMoure      | 831                  |
| Logan         | 1956                 | Napoleon     | 713                  |
| McHenry       | 5224                 | Towner       | 490                  |
| McIntosh      | 2752                 | Ashley       | 722                  |
| McKenzie      | 5617                 | Watford City | 1373                 |
| McLean        | 8349                 | Washburn     | 1228                 |
| Mercer        | 7972                 | Stanton      | 310                  |
| Morton        | 25.926               | Mandan       | 17.736               |
| Mountrail     | 6481                 | Stanley      | 1215                 |
| Nelson        | 3217                 | Lakota       | 712                  |
| Oliver        | 1725                 | Center       | 564                  |
| Pembina       | 7531                 | Cavalier     | 1354                 |
| Pierce        | 4103                 | Rugby        | 2578                 |
| Ramsey        | 11.189               | Devils Lake  | 6675                 |
| Ransom        | 5682                 | Lisbon       | 2194                 |
| Renville      | 2314                 | Mohall       | 723                  |
| Richland      | 16.498               | Wahpeton     | 7703                 |
| Rolette       | 13.665               | Rolla        | 1423                 |
| Sargent       | 4110                 | Forman       | 482                  |
| Sheridan      | 1320                 | McClusky     | 314                  |
| Sioux         | 4223                 | Fort Yates   | 287                  |
| Slope         | 659                  | Amidon       | 23                   |
| Stark         | 22.458               | Dickinson    | 15.916               |
| Steele        | 1840                 | Finley       | 413                  |
| Stutsman      | 20.480               | Jamestown    | 14.680               |
| Towner        | 2292                 | Cando        | 1060                 |
| Traill        | 8069                 | Hillsboro    | 1480                 |
| Walsh         | 11.011               | Grafton      | 4045                 |
| Ward          | 55.927               | Minot        | 35.281               |
| Wells         | 4269                 | Fessenden    | 511                  |
| Williams      | 19.540               | Williston    | 12.393               |

Alabama · Alaska · Arizona · Arkansas · Californië · Colorado · Connecticut · Delaware · Florida · Georgia · Hawaï · Idaho · Illinois · Indiana · Iowa · Kansas · Kentucky · Louisiana · Maine · Maryland · Massachusetts · Michigan · Minnesota · Mississippi · Missouri · Montana · Nebraska · Nevada · New Hampshire · New Jersey · New Mexico · New York · North Carolina · North Dakota · Ohio · Oklahoma · Oregon · Pennsylvania · Rhode Island · South Carolina · South Dakota · Tennessee · Texas · Utah · Vermont · Virginia · Washington · West Virginia · Wisconsin · Wyoming